# Хлібопіч

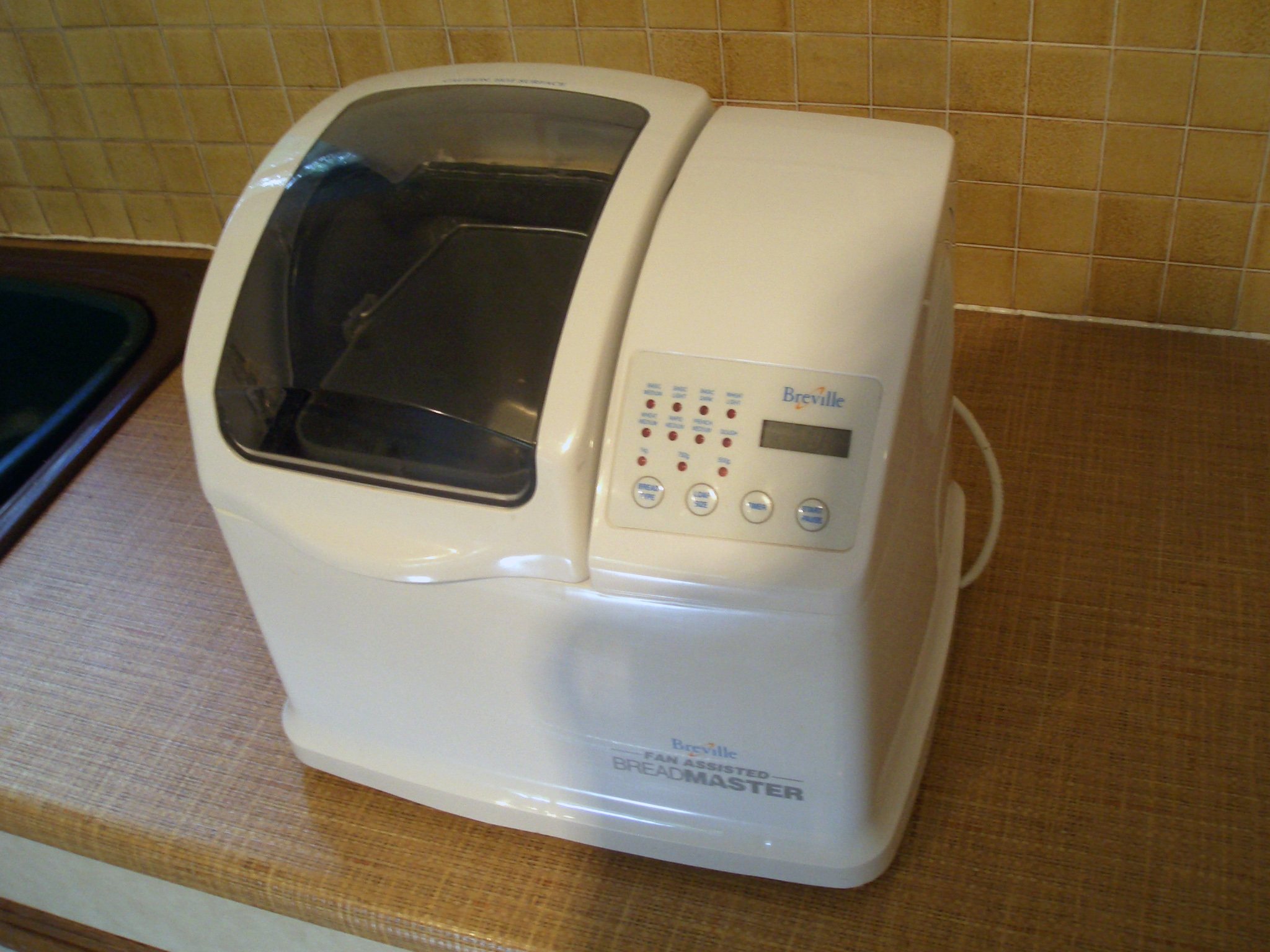
Сучасна хлібопіч

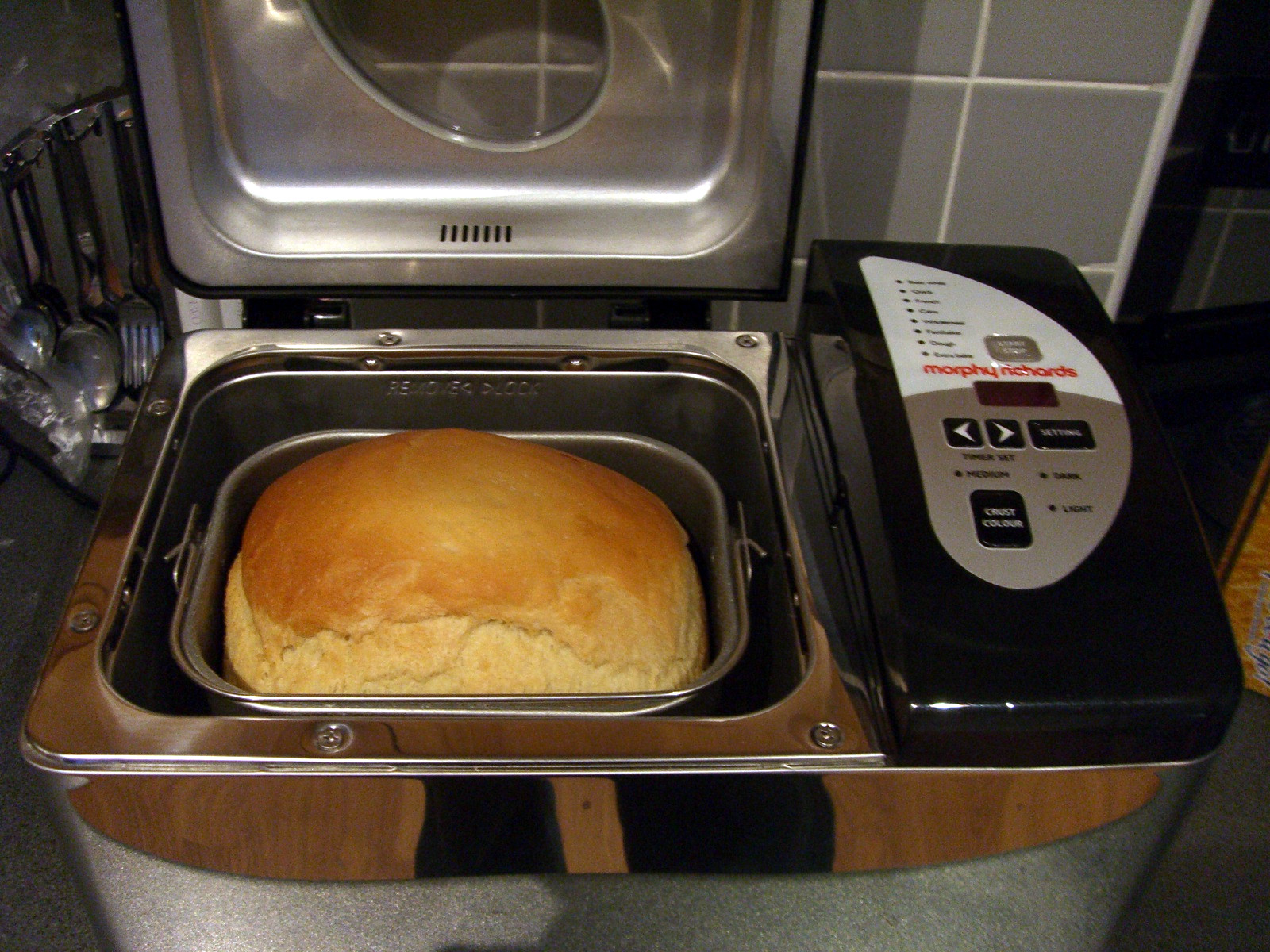
Хлібопіч з готовим хлібобулочним виробом усередині

Хлібопіч — побутовий малогабаритний електромеханічний пристрій, основною функцією якого є автоматизоване виготовлення формового хлібу, починаючи від замісу тіста і закінчуючи випіканням готового хлібобулочного виробу. Максимальна маса виробу — від 450 до 2000 грамів, залежно від моделі хлібопічки. Час виготовлення — 1—6 годин, залежно від виду хліба і способу виготовлення.

## Історія
Прототип сучасної хлібопічки з'явився в Бостоні на початку XX століття. Перша ж сучасна побутова хлібопічка була розроблена в 1987 році японською фірмою «Matsushita Electric Industrial Company» (нині — Panasonic). Розробляючи хлібопіч, співробітники компанії Matsushita зіткнулися з такою проблемою: випробувальний зразок хлібопічки не міг якісно замісити тісто, через що скоринка хлібу виявлялася пересушеною, а м'якуш, навпаки — непропеченим. Для розв'язання цієї проблеми була використана імітація техніки ручного приготування тіста за допомогою вертикальних округлих виступів у хлібопекарській формі, об які лопатка розтягує і розминає тісто в процесі замісу.
Інновація японських інженерів полягає в тому, що вони об'єднали в одному пристрої тістомісильну машину — форма для замішування якої є хлібопекарською формою, розстійну шафу і хлібопекарську піч, і автоматизували технологічний процес, під керівництвом комп'ютера.